# Marabou
Marabou er et svensk chokolademærke, som kommer fra Upplands Väsby nord for Stockholm.
Selskabet blev oprettet i 1916 af den norske chokoladefabrikant Johan Throne Holst (1868-1946), han havde stor succes med Freia-mærket i Norge.
Freia og Marabou blev senere slået sammen og blev i 1993 købt af Kraft Foods for 3 milliarder norske kroner.[kilde mangler] Mærket ejes i dag af Mondelēz International.
Navnet stammer fra maraboustorken, som var afbildet på det norske moderselskab Freias emballage.

## Varianter
- Marabou Appelsinkrokant
- Marabou Fudge og havsalt
- Marabou Digestive
- Marabou Daim
- Marabou Mint Krokant
- Marabou Helnød
- Marabou Hvid chokolade
- Marabou Japp
- Marabou Mælkechokolade
- Marabou Mørk chokolade
- Marabou Oreo
- Marabou Saltede mandler
- Marabou Saltlakrids
- Marabou Schweizernød